# Трёхгрошовая опера
«Трёхгрошо́вая о́пера» (нем. Die Dreigroschenoper) — пьеса в трёх действиях, одно из самых известных произведений немецкого поэта и драматурга Бертольта Брехта.

## История создания
Российский театровед Борис Зингерман в своё время назвал «Трёхгрошовую оперу» Брехта «„Чайкой“ эпического театра», полагая, что первая постановка пьесы в 1928 году и в признании Брехта-драматурга, как в Германии, так и за её пределами, и в становлении его театра сыграла ту же роль, что и постановка «Чайки» в МХТ — в признании драматургии А. Чехова и становлении самого Художественного театра. Основой для сюжета пьесы послужила знаменитая «Опера нищих» Джона Гея (1728), написанная в жанре балладной оперы и основанная на похождениях реальных лондонских мошенников Джека Шеппарда и Джонатана Уайльда. Переработку «Оперы нищих» Брехту заказал Йозеф Ауфрихт, только что назначенный директором Театра на Шиффбауэрдамм; либретто перевела на немецкий язык писательница Элизабет Гауптман. В процессе переработки Брехт почти не изменил сюжет, но в его версии появились новые персонажи и изменилась трактовка ряда образов. Так, если у Гея Мэкхит был благородным разбойником (как и его прототипы), а Пичем — ловким предпринимателем, то Брехт лишил Мэкхита благородства: он стремится свести кровопролитие к минимуму, но это не более чем деловая рационализация кровопролития; в «Трёхгрошовой опере» оба главных героя — буржуа и предприниматели и оба по сути разбойники.
Музыка в этой пьесе Брехта играла ещё более важную роль, чем во всех предыдущих; публикуя «Трёхгрошовую оперу», Брехт указал, что написана она «при участии» композитора Курта Вайля, поскольку тексты зонгов нередко рождались вместе с музыкой. Как в своё время И. К. Пепуш, соавтор Гея, спародировал в «Опере нищих» придворную оперу Г. Ф. Генделя, так и Вайль в своей музыке пародировал старую оперу, вплетая в мелодии зонгов джазовые мотивы.
Написанная в 1928 году, «Трёгрошовая опера» тогда же была поставлена в Театре на Шиффбауэрдамм и имела сенсационный успех; зонги из спектакля приобрели широкую популярность. При этом не обошлось и без скандала: в нескольких зонгах, не самых знаменитых, Брехт использовал стихи Франсуа Вийона, забыв указать автора. Так, «Баллада сутенёра» представляла собой вольный перевод «Баллады о Вийоне и толстухе Марго» французского поэта; таким же вольным переводом Вийона была «Баллада о приятной жизни»; «Песня о Соломоне Мудром», которую Брехт позже в несколько изменённом виде включил и в «Мамашу Кураж», — переделка «Баллады о глупостях любви»; переработкой песни Вийона был и небольшой зонг «О состраданье просит вас Макхит…»; наконец, переработка двух баллад Вийона — «Эпитафии, написанной Вийоном для него и его товарищей в ожидании виселицы» и «Баллады, в которой Вийон просит у всех пощады» — у Брехта превратилась в «Балладу, в которой Макхит просит у всех прощения». Этот плагиат возмутил влиятельного берлинского критика Альфреда Керра, другой же критик, Карл Краус, оправдал Брехта его «аморальной чистотой». В 1946 году Брехт написал новую «Балладу о приятной жизни» и новые строфы для «Баллады, в которой Макхит…»; он полностью переписал и «Солдатскую песню» («От Гибралтара до Пешавара»), — в новой версии это была песня солдат Второй мировой войны и начиналась словами: «Фриц был штурмовик, и Карл был фашист…»
В 1929 году в Берлине вышел отдельный сборник «Зонги из Трёхгрошовой оперы». Полный текст пьесы был опубликован в 1931 году вместе со сценарием «Шишка» и материалами судебного процесса по поводу фильма Г. В. Пабста «Трёхгрошовая опера».
В 1934 году на основе оперы Брехт закончил «Трёхгрошовый роман» — единственное своё крупное прозаическое произведение.

### Переводы на русский язык
На русский «Трёхгрошовая опера» впервые была переведена в 1928 году Львом Никулиным и Вадимом Шершеневичем специально для Камерного театра А. Таирова.
Во второй половине 1950-х годов Соломон Апт заново перевёл пьесу Брехта, — в этом переводе она вышла отдельным изданием в 1958 году в издательстве «Искусство», и в дальнейшем «Трёхгрошовая опера» обычно публиковалась и ставилась на сцене именно в переводе Апта.
Ещё один известный перевод принадлежит Ефиму Эткинду, в 1963 году пьеса в его переводе была поставлена Ленинградским театром им. Ленинского комсомола.
В 2008 году Кирилл Серебренников заказал новый перевод «Трёхгрошовой оперы» для постановки пьесы в МХТ им. Чехова. Перевод осуществил Святослав Городецкий, зонги перевели Юлий Гуголев и Алексей Прокопьев.

## Действующие лица
- Макхит, по кличке Мэкки-Нож
- Джонатан Джеремия Пичем, владелец фирмы «Друг нищего»
- Селия Пичем, его жена
- Полли Пичем, его дочь
- Браун, шеф лондонской полиции
- Люси, его дочь
- Дженни-Малина
- Смит
- Кимбл, священник
- Филч
- Уличный певец
- Бандиты
- Нищие
- Проститутки
- Констебли

## Сюжет
Действие происходит в викторианской Англии, в лондонском районе Сохо. «Нищие нищенствуют, воры воруют, гулящие гуляют». На ярмарке уличный певец рассказывает о похождениях местного бандита Мэкки-Ножа, неофициального, но истинного хозяина района, чьи преступления остаются безнаказанными. Среди его слушателей и сам Мэкхит, собирающийся жениться на красотке Полли Пичем, отец которой тоже местный авторитет, но на другом поприще: он предводитель лондонских нищих. В разделённом на четырнадцать районов Лондоне всякий желающий заниматься нищенством должен выправить лицензию у фирмы «Джонатан Джеремия Пичем и Кo». Помимо платы за лицензию и «экипировку» в соответствии с «пятью основными типами убожества, способными тронуть человеческое сердце», фирма Пичема получает и 50 процентов от ежедневной выручки. Однако Пичем не собирается выдавать свою дочь замуж — ни за Мэкхита, ни за кого бы то ни было.
В трущобах Сохо, в конюшне, которую подручные Мэкхита с помощью украденной, не без кровопролития, мебели и ковров превращают в роскошное помещение, Полли в тайне от родителей справляет свою свадьбу с бандитом. Не сумев предотвратить свадьбу, Пичем пытается избавиться от зятя с помощью полиции: Мэкхит давно заслужил виселицу. Но шеф лондонской полиции Браун и Мэкхит — старые друзья, когда-то они вместе служили в Индии и с тех пор оказывают друг другу услуги: «Не было случая, — говорит Мэкхит, — чтобы я, простой грабитель… вернулся с добычей и не передал части её, солидной части, своему другу Брауну в знак и свидетельство моей неизменной верности. …Не было также случая, чтобы он, всемогущий шеф полиции, назначил облаву, не известив об этом друга своей юности…» Браун уступает доводам Пичема, но тут же, с помощью Полли, предупреждает Мэкхита о предстоящем аресте.
Мэкхит собирается целиком переключиться на банкирскую деятельность: это и прибыльнее, и безопаснее. Поскольку респектабельному банкиру головорезы не нужны, он составляет для Брауна список своих сообщников и, передав все дела Полли, исчезает.
Госпожа Пичем, не полагаясь на Брауна, подкупает проституток, к которым часто наведывается Мэкхит. Как она и предполагала, король лондонских бандитов, вместо того чтобы покинуть город, приходит в публичный дом, и бывшая подружка, Дженни-Малина, сдаёт его констеблю Смиту. Полицейские доставляют Мэкхита в тюрьму, — Браун в отчаянии, тем более что начальник тюрьмы зол на Мэкхита за интрижку с его дочерью, Люси. Сама же Люси негодует по поводу его женитьбы на Полли. Но Мэкхит заявляет, что и не думал жениться и предлагает девушке руку и сердце; и даже когда в тюрьму приходит Полли, он продолжает настаивать на том, что не женат. Люси помогает Мэкхиту бежать.
Недовольный действиями Брауна Пичем решает подставить шефа полиции: организует выступление нищих, чтобы испортить празднества по случаю коронации демонстрацией голода и нищеты. Шантажируя Брауна, для которого парад нищих чреват отставкой, Пичем добивается ареста Мэкхита, ещё раз преданного проститутками. В тюрьме, в ожидании казни, Мэкхит пытается подкупить констебля Смита, но ни Полли, ни соратники не могут доставить ему необходимую сумму; или не хотят: даже проститься с главарём приходят далеко не все, ведь коронации случаются не каждый день. Мэкхит всходит на эшафот. Но тут верхом на коне появляется королевский вестник — Браун: по случаю коронации королева повелевает освободить капитана Макхита, одновременно дарует ему звание потомственного дворянина, замок Мармарел и пожизненную ренту в десять тысяч фунтов. Все ликуют; финальный хор призывает быть терпимее к злу.

## Зонги
Зонги из «Трёхгрошовой оперы», музыку к которым написал Курт Вайль, часто исполняются отдельно, на концертной эстраде и входят в репертуар многих певцов. Например, «Баллада о Мэкки-Ноже» стала популярной песней, среди исполнителей — Эрнст Буш, Луи Армстронг, Элла Фицджеральд, Фрэнк Синатра, Бобби Дарин, Стинг, Робби Уильямс, The Young Gods и многие другие. Существует запись «Баллады» в исполнении Бертольта Брехта, как и другого зонга — «Песни о тщете человеческих усилий» (Das Lied von der Unzulänglichkeit menschlichen Strebens), также приобретшей широкую популярность, главным образом в исполнении Эрнста Буша. Не менее популярен и зонг «Пиратка Дженни» (Seeräuberin Jenny), входивший, в частности, в концертный репертуар Гизелы Май.

## Сценическая судьба

### Первая постановка

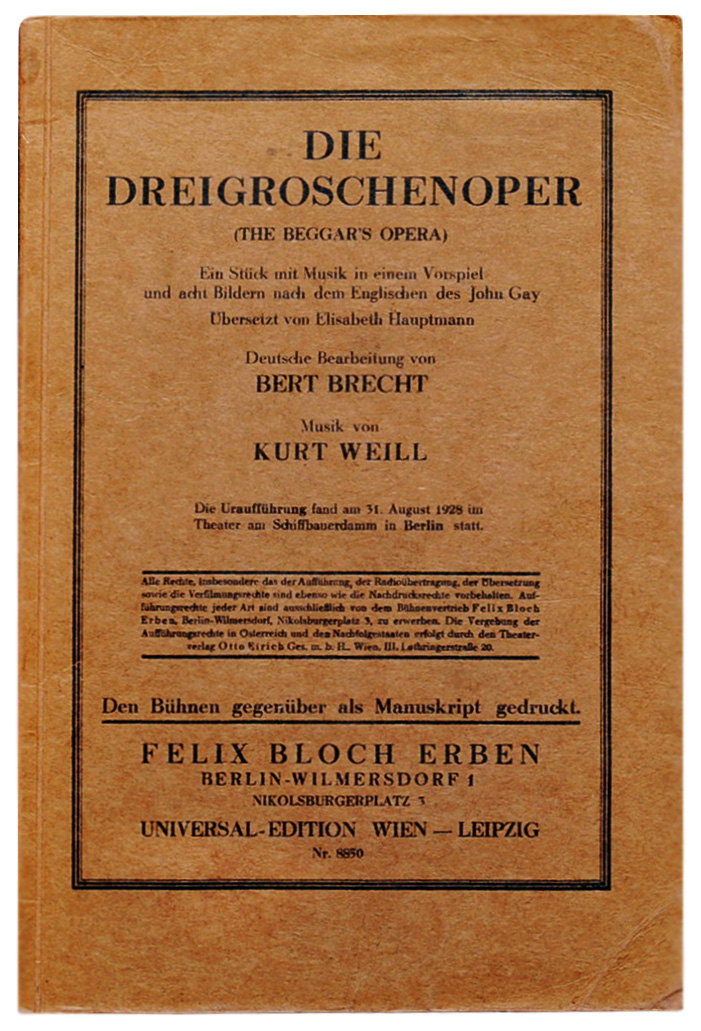
Первое издание текста пьесы

Премьера «Трёхгрошовой оперы» состоялась в берлинском Театре на Шиффбауэрдамм 31 августа 1928 года. Постановку осуществил Эрих Энгель; художник Каспар Неер в оформлении спектакля использовал найденные им прежде приёмы: низкий занавес, щиты с надписями. По обе стороны сцены были установлены холщовые экраны, на которых появлялось название исполняемого зонга. Оркестр располагался на сцене, в глубине её стоял орган, как бы напоминавший зрителю о пышной академической опере, которую пародировала пьеса Брехта; во время исполнения зонгов на орган направлялись цветные прожекторы, а сцена освещалась золотистым светом. Роль Макхита исполнял Харальд Паульзен (в будущем активный нацист), Пичема — известный по выступлениям в Дюссельдорфе и Дрездене провинциальный комик Эрих Понто, Селии Пичем — Роза Валетти. Музыкальное сопровождение в этой постановке обеспечил оркестр Людвига Рюта.
Спектакль имел шумный успех, в прессе различных направлений разгорелась полемика. Однако большинство критиков приняло спектакль одобрительно, а рецензент «Das Tagebuch» Стефан Гросман даже восторженно: «Брехт наконец победил» — так озаглавил он свою статью о «Трёхгрошовой опере». Критик журнала «Театр» (Das Theater) Кюршнер оценил успех ансамбля как «самый сенсационный успех сезона».
Но было немало и негативных отзывов. Так, рецензент газеты «Das Tageblatt» 24 июля 1929 года писал: «Всё, без исключения всё, здесь растоптано, осквернено, попрано — начиная от Библии и духовенства вплоть до полиции и вообще всех властей… Хорошо, что при исполнении некоторых баллад, не всё можно было расслышать». Газета «Роте Фане», орган КПГ, отметила в постановке недостаточную социальную конкретность. Публика, писал Эрнст Шумахер, восприняла «Трёхгрошовую оперу» как яркий образец того самого «кулинарного театра», предназначенного для наслаждения, которому Брехт стремился противопоставить свой «эпический театр». Тем не менее, успех был общепризнанным. Весной 1929 года спектакль был возобновлён в том же театре, но с другими исполнителями.

### «Трёхгрошовая опера» в Москве
Спектакль Эриха Энгеля увидел[когда?] советский режиссёр Александр Таиров и так отозвался о нём: «Будучи в Берлине, я ознакомился с новыми постановками, я смотрел интересный спектакль „Трёхгрошовая опера“. Постановщик — молодой немецкий режиссёр Энгель — хоть и не блеснул новыми откровениями, но тактично сумел использовать приёмы современного русского театра». Таирову не просто понравилась пьеса, он нашёл возможности договориться с самим Брехтом о постановке спектакля в Москве в своём Камерном театре. Но пьеса понравилась не только ему, за постановку хотел взяться и другой московский театр — Театр Сатиры. Одновременная постановка в двух московских театрах одной и той же пьесы не устраивала ни сами театры, ни театральное начальство. Началась тяжба. Спектакль был поставлен в московском Камерном театре к 15-летию театра.[когда?] Подготовка спектакля отличалась особенным отбором актёров: был организован конкурс на главные роли. На Мэкки-Ножа претендовали восемь актёров, умеющих петь, танцевать и играть драму. После тщательного отбора роль досталась Юлию Хмельницкому. Много лет спустя[уточнить] он вспоминал в своей мемуарной книге «Из записок актёра таировского театра»:
…В 30-е годы Камерный театр был единственный в стране, где шла пьеса Брехта…
Рисунок спектакля был очень острым и многоцветным. В нём звучали и ирония, доходящая подчас до сарказма, и пародия; иногда зрелище приобретало трагикомический, а порой и жуткий характер, особенно сцены нищих, где блестяще игравший великолепный актёр Лев Фенин создавал зловещую, на грани гротеска, фигуру Пичема.
Брауна играл Иван Аркадин — актёр, которому были подвластны и драматические, и комедийные роли.
А непротрезвляющаяся жена Пичема, мадам Пичем, в исполнении Елены Уваровой была и смешна, и страшна, и цинична. Роль Дженни, верной подруги Мэкки, великолепно играла красивая и грациозная Наталья Эфрон. Она любила его горячо. Но, страдая и мучаясь, всё же передала его в руки полиции.

…Все исполнители обладали голосами, были поющими. И отличные музыкальные номера Курта Вайля звучали прекрасно.
Спектакль в Камерном театре шёл под названием «Опера нищих»; премьера состоялась 24 января 1930 года. Газета «Вечерняя Москва» положительно оценила постановку; однако в целом спектакль больше понравился зрителям, нежели критикам. «Зрителю показывается „дно“ современного Лондона: воры, мошенники, проститутки, — писал 16 февраля 1930 года театральный рецензент „Известия ВЦИК“ С. Чемоданов. — Тут же представители власти и церкви, начальник полиции и пастор, поддерживающий контакт с этим дном. Картина, вообще говоря, отвратительная… Кому все это нужно?.. В пьесе нет и намека на третью силу, которую можно и нужно было противопоставить миру бандитов и мошенников».

### Дальнейшая судьба пьесы
«Трёхгрошовая опера» тем временем ставилась во многих театрах Европы. Только в Германии её приняли к постановке театры крупнейших городов, в том числе Лейпцига, Мюнхена («Каммершпиле»), Кёльна («Кельнер Шаушпильхауз»).
После прихода нацистов к власти «Трёхгрошовая опера» была запрещена, как и все произведения Брехта. Даже граммофонные пластинки с исполнением зонгов из «Трехгрошовой оперы» были уничтожены. Лишь случайно в Кёльне сохранилось четыре экземпляра пластинок, напетых Лоттой Ленья, исполнительницей роли Дженни, и Каролой Неер, игравшей Полли Пичем на сцене и на экране.
Пьеса приносила Брехту немалый доход в годы эмиграции, и после Второй мировой войны «Трёхгрошовая опера» часто ставилась в американских и европейских театрах. Однако популярность сыграла с пьесой злую шутку: на Бродвее её превратили в весёлый мюзикл, хотя, как пишет Эрнст Шумахер, это была «наименее близкая Брехту область». «„Трёхгрошовая опера“, — заметил немецкий режиссёр Клаус Пайман, — наибольший восторг вызывала у буржуазии, против которой была направлена». Ситуацию, по свидетельству Э. Шумахера, не изменили и доработки, внесённые Брехтом в 1948 году для постановки пьесы в Мюнхене. В 2009 году Кирилл Серебренников предпринял на сцене МХТ им. Чехова попытку очистить пьесу Брехта от бродвейских наслоений: заказанный им новый перевод «Трёхгрошовой оперы» оказался точнее и грубее классического перевода, принадлежащего С. Апту; режиссёр добивался от актёров исполнения зонгов, далёкого от эстрадного пения, как и хотел того Брехт; он заполнил сценическую площадку вульгарными и отталкивающими типажами, — получилось зрелище, по мнению одних критиков, вполне «безобразное» и в то же время, по мнению других, вполне «гламурное».

### Известные постановки
- 1928 — Театр на Шиффбауэрдамм, Берлин. Постановка Эриха Энгеля; художник Каспар Неер; композитор Курт Вайль. Роли исполняли: Мекхит — Гаральд Паульзен, Пичем — Эрих Понто, Селия Пичем — Роза Валетти, Дженни — Лотта Ленья, Смит — Эрнст Буш. Премьера состоялась 31 августа. Весной 1929 года спектакль был возобновлен, на некоторые роли были введены новые исполнители; так, Мекхита играл Герман Тимиг, Пичема — Леонард Штекель, Полли Пичем — Карола Неер, Брауна — Лейбельт.
- 1949 — «Каммершпиле», Мюнхен. Постановка Гарри Буквица. В роли Мэкхита — Ханс Альберс
- 1960 — «Берлинер ансамбль». Постановка Эриха Энгеля; художник Карл фон Аппен
- 2008 — «Берлинер ансамбль». Постановка и оформление Роберта Уилсона; режиссёр Анн Кристин Роммен, художник Серж фон Аркс. В главных ролях: Полли Пичем — Йоханна Грибель и Штефани Штаппенбек, Мэкхит — Штефан Курт, Пичем — Юрген Хольц, Селия Пичем — Трауте Хёсс, Браун — Аксель Вернер, Дженни — Ангела Якоби[15][16].

#### В России
- 1930 — Камерный театр. Постановка А. Таирова; режиссёр Л. Лукьянов, художники братья Стенберги. Роли исполняли: Макхит — Ю. Хмельницкий, Пичем — Л. Фенин, Селия Пичем — Е. Уварова, Полли — Л. Назарова, Дженни — Н. Ефрон, Люси — Е. Толубеева, Браун — И. Аркадин (позже С. Ценин).
- 1963 — Московский драматический театр им. К. С. Станиславского. Постановка С. Туманова. Художник Н. Двигубский. Роли исполняли: Мехкит — В. Анисько, Пичем — Е. Леонов, Селия Пичем — К. Шинкина, Полли — Л. Савченко, Браун — Н. Салант.
- 1980 — Московский театр Сатиры. Постановка В. Плучека. Роли исполняли: Мекхит — А. Миронов, Пичем — С. Мишулин, Полли — Н. Корниенко
- 1995 — Молодёжный театр на Фонтанке. Постановка С. Спивака. Роли исполняли: Марина Ордина, Сергей Кошонин, Станислав Мухин, Наталья Дмитриева, Валерий Кухарешин, Дарья Юргенс, Сергей Гавлич, Сергей Барковский, Евгений Дятлов
- 1996 — «Сатирикон». Постановка Владимира Машкова. Роли исполняли: Константин Райкин, Наталья Вдовина, Фёдор Добронравов, Николай Фоменко.
- 2000 — Казанский драматический театр имени В. И. Качалова Постановка Александра Славутского. Роли исполняют: Макхит — Илья Славутский, Пичем — Михаил Галицкий, Селия Пичем — Светлана Романова, Полли — Эльза Фардеева, (позже Алена Козлова), Дженни — Елена Ряшина, Люси — Ирина Вандышева, Браун — Илья Петров.
- 2008 — МХТ им. Чехова (в переводе Св. Городецкого). Постановка К. Серебренникова; художники Н. Симонов и К. Серебренников. Роли исполняют: Мэкки — К. Хабенский, Пичем — С. Сосновский, Селия Пичем — К. Бабушкина, Полли — К. Лаврова-Глинка, Браун — А. Кравченко, Люси — М. Зорина, Дженни — Я. Колесниченко[5]
- 2016 — Кемеровский областной театр драмы им. Луначарского. Режиссёр — К. Шахмардан, художник — В. Полуновский. Роли исполняют: Мэкки — М. Быков, Пичем — О. Кухарев, Селия Пичем — Л. Копылова, Полли — А. Петрова, Браун — Ю. Темирбаев, Люси — Е. Грибанова, Дженни — Д. Мартышина.
- 2017 — Российский государственный академический театр имени Фёдора Волкова (г. Ярославль). Спектакль прошёл под названием «Опера нищих». Режиссёр Глеб Черепанов. Художник Тимофей Рябушинский. Художник по костюмам Анастасия Бугаева. Роли исполняют: «Капитан Мэкхит» — Алексей Кузьмин, Руслан Халюзов, «Пичем» — Владимир Майзингер, «Селия Пичем» — Яна Иващенко, Анастасия Светлова, «Полли» — Евгения Родина, Дарья Таран, «Локит» — Юрий Круглов, «Филч» — Кирилл Искратов, «Люси» — Анна Ткачёва
- 2019 — Самарский театр юного зрителя «СамАрт». Режиссёр Доминик Бюттнер. Художники Арсений Радьков. Художник по свету Евгений Подъездников. Концертмейстер Гриценко Марина.
- Театр имени Ленсовета, Ленинград. В ролях Алиса Фрейндлих, Михаил Боярский

## Экранизации
- «Трёхгрошовая опера» // L’Opéra de quat’sous (film, 1931). Французско-немецкий фильм режиссёра Георга Вильгельма Пабста (Georg Wilhelm Pabst).
- «Трёхгрошовая опера» // L’Opéra de quat’sous (film, 1962). Французско-немецкий фильм режиссёра Вольфганга Штаудте (Wolfgang Staudte).
- «Мэкки-Нож» // Mack the Knife (1989). Американский фильм режиссёра Менахема Голана.

В 1978 году Шику Буарке создал бразильский вариант пьесы, действие которого разворачивается в начале 1940-х годов в Рио-де-Жанейро. Пьеса была экранизирована:
- «Плутовская опера» // Ópera do Malandro (1986). Бразильский фильм режиссёра Руя Герры.